# Efecte Franz-Keldysh

Il·lustració de l'efecte Franz-Keldysh: a causa d'un camp elèctric, tant la banda de conducció com la de valència s'inclinen, la qual cosa permet que tant els electrons com els forats entrin en túnel cap a la regió prohibida, reduint la banda buit efectiva del semiconductor.

L'efecte Franz-Keldysh és un canvi en l'absorció òptica per part d'un semiconductor quan s'aplica un camp elèctric. L'efecte rep el nom del físic alemany Walter Franz i del físic rus Leonid Keldysh.

L'impacte de l'efecte Franz-Keldysh sobre la vora d'absorció directa d'un semiconductor a granel. (a) Comparació de l'absorció impertorbada i pertorbada. (b) Espectre d'absorció diferencial que es pot observar en espectroscòpia de modulació.

Karl W. Böer va observar primer el desplaçament de la vora d'absorció òptica amb camps elèctrics durant el descobriment de dominis de camp alt i va anomenar-ho efecte Franz. Uns mesos més tard, quan es va disposar de la traducció a l'anglès del document Keldysh, ho va corregir amb l'efecte Franz-Keldysh.
Tal com es va concebre originalment, l'efecte Franz-Keldysh és el resultat de les funcions d'ona "fuites" a la banda bretxa. Quan s'aplica un camp elèctric, les funcions d'ona d'electrons i forats es converteixen en funcions Airy en lloc d'ones planes. La funció Airy inclou una «cua» que s'estén a l'espai de banda prohibit clàssicament. Segons la regla d'or de Fermi, com més solapament hi hagi entre les funcions d'ona d'un electró lliure i un forat, més forta serà l'absorció òptica. Les cues Airy se superposen lleugerament fins i tot si l'electró i el forat estan a potencials lleugerament diferents (ubicacions físiques lleugerament diferents al llarg del camp). L'espectre d'absorció inclou ara una cua a energies per sota de la banda buida i algunes oscil·lacions per sobre d'ella. Aquesta explicació, però, omet els efectes dels excitons, que poden dominar les propietats òptiques a prop de la banda buida.
L'efecte Franz-Keldysh es produeix en semiconductors uniformes a granel, a diferència de l'efecte Stark quàntic, que requereix un pou quàntic. Tots dos s'utilitzen per a moduladors d'electro-absorció. L'efecte Franz-Keldysh sol requerir centenars de volts, limitant la seva utilitat amb l'electrònica convencional, encara que aquest no és el cas dels moduladors d'electro-absorció d'efecte Franz-Keldysh disponibles comercialment que utilitzen una geometria de guia d'ona per guiar el portador òptic.

## Efecte en l'espectroscòpia de modulació
El coeficient d'absorció està relacionat amb la constant dielèctrica (especialment la part complexa {\displaystyle \kappa }₂). A partir de l'equació de Maxwell, podem trobar fàcilment la relació,
{\displaystyle \alpha ={\frac {2\omega k_{0}}{c}}={{\omega \kappa _{2}} \over {n_{0}c}}.}
n0 i k0 són les parts reals i complexes de l'índex de refracció del material. Considerarem la transició directa d'un electró de la banda de valència a la banda de conducció induïda per la llum incident en un cristall perfecte i intentarem tenir en compte el canvi de coeficient d'absorció per a cada hamiltonià amb una interacció probable com electró-fotó, forat d'electrons, camp extern. Aquest enfocament es desprèn de. Posem el primer propòsit en els antecedents teòrics de l'efecte Franz-Keldysh i l'espectroscòpia de modulació de la tercera derivada.
L'efecte Franz-Keldysh significa que es pot permetre que un electró d'una banda de valència sigui excitat en una banda de conducció absorbint un fotó amb la seva energia per sota de la banda buida. Ara estem pensant en l'equació de massa efectiva per al moviment relatiu del parell de forats d'electrons quan el camp extern s'aplica a un cristall. Però no hem d'incorporar un potencial mutu de parell electró-forat a l'Hamiltonià.